# Benthophilus grimmi
Benthophilus grimmi är en fiskart som beskrevs av Kessler, 1877. Benthophilus grimmi ingår i släktet Benthophilus och familjen smörbultsfiskar. Inga underarter finns listade.

## Bildgalleri

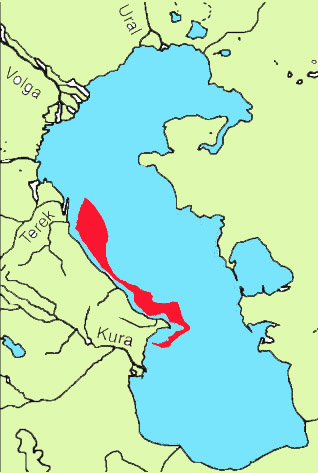